# マラッカ王国

マラッカ王国
کسلطانن ملايو ملاک

15世紀のマラッカ王国の支配領域

マラッカ王国（マラッカおうこく、英語: Malacca Sultanate、マレー語: كسلطانن ملايو ملاك Kesultanan Melayu Melaka）は、15世紀から16世紀初頭にかけてマレー半島南岸に栄えたマレー系イスラム港市国家（1402年 - 1511年）。漢籍史料では満剌加と表記される。16世紀初頭にマラッカに滞在し、『東方諸国記』を著したポルトガル人トメ・ピレスによれば、「マラッカ」の語源は「隠れた逃亡者」に由来するとされている。マレー半島という交易において重要な位置に立地していたことが国家の形成に多大な影響を与え、香料貿易の中継港としてインド、中東からイスラム商船が多数来航し、東南アジアにおけるイスラム布教の拠点ともなった。
当初から中国・明王朝の忠実な朝貢国であり、同時期に交易国家として繁栄した琉球王国とも通好があった。

## 歴史

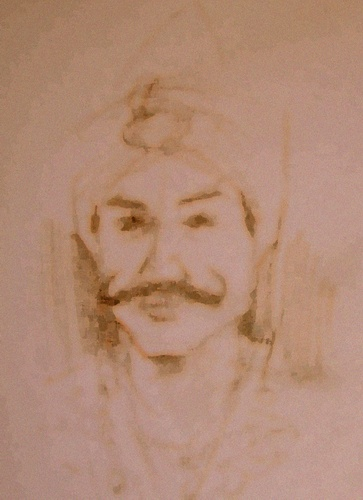
初代国王パラメスワラ

### 建国神話
マラッカ王家の末裔が治めるジョホール王国で編纂された年代記『スジャラ・ムラユ（Sejarah Melayu）』によると、マラッカ王室はアレクサンドロス大王の血を引き、インドのチョーラ王国の王ラジャ・チュランと海の王の娘の間の子を祖とする。ラジャ・チュランの三男スリ・トリ・ブワナはパレンバンの王に迎え入れられ、後にシンガプラ（現在のシンガポール）に移住した。
彼の曾孫がマラッカに移住して王国を建設したと『スジャラ・ムラユ』は伝えるが、ピレスの『東方諸国記』や中国の史料より、実際の王国の建国者は後述するパラメスワラ（Parameswara、パラミソラとも）と判明している。『スジャラ・ムラユ』に書かれるスリ・トリ・ブワナから彼の玄孫の五代にわたっての事績は、パラメスワラ一代に起きた事件を5人の人物に託したものである。

### マラッカの建設
14世紀末から15世紀初頭にかけてマジャパヒト王国で起きた内戦（パルグルグ戦争）に巻き込まれたスマトラ島南部パレンバンのシュリーヴィジャヤ王国の王子パラメスワラが、従者を伴ってマレー半島に逃れたのが王国の起源である。当初一行はトゥマシク（シンガプラ、現在のシンガポール）に逃れたがトゥマシクは海賊たちが跋扈する危険な地であり、またタイのアユタヤ朝からの攻撃に晒されたためにマレー半島を移動し、15世紀初頭にパレンバン、シンガプラなどに居住する「オラン・スラット」（またはバジャウ）と呼ばれるマラッカ海峡の海上民の協力を得て村落を造り、集落を「マラッカ」と名付けてパラメスワラが王となった。
建国の時期は1402年と推定されることが多いが、14世紀末にすでに王国が成立していた可能性を指摘する声もある。
1405年に明への朝貢を開始、東西貿易の中継港としての道を歩み始める。パラメスワラの子イスカンダル・シャーはマレー半島におけるマラッカ王国の支配領域を拡大し、マラッカ海峡の交易路を確保するために北スマトラの東海岸に存在するサムドラ・パサイ王国に目を付けるが、当時のマラッカの軍事力はパサイに比べて劣っていた。ピレスによると、イスカンダル・シャーは戦争という手段に訴えず婚姻関係を作る道を選択し、72歳という高齢にもかかわらずパサイの王女を娶った。パサイの仲介によって敵対していたマジャパヒトとの関係が良化し、またパサイに住むイスラム教徒のマラッカへの移住も始まった。イスカンダル・シャーは周辺地域の海賊、漁師にマラッカへの移住を積極的に勧め、彼の治世の3年目（1416年 - 1417年ごろ）には人口は2000から6000人に到達した。
マラッカの発展にはパラメスワラが連れてきたシュリーヴィジャヤの貴族と海上民以外に、明が実施した私貿易の禁止によって東南アジア各地に留まらざるを得なくなった中国人のコミュニティも寄与していた。彼らは明への朝貢貿易を組織し、また中国の造船技術と東南アジア島嶼部本来の造船技術が合わさったジャンク船を建造して海洋交易で活躍したのである。

### 繁栄
1445年にスリ・パラメスワラ・デワ・シャーが明に朝貢の使節を派遣した際、護国の勅書、衣服、朝貢のための船の下賜を明に要請して認められているが、この要請は簒奪によって即位したスリ・パラメスワラ・デワ・シャーの不安定な立場と、タイのアユタヤ朝からの外圧が強まっていたことの裏返しとも言える。1446年に即位したムザッファル・シャーの治下、王の即位直後にアユタヤの攻撃を受ける。マレー半島西岸のクランを統治していたブンダハラ（宰相）家のトゥン・ペラクの活躍によってアユタヤ侵攻を撃退、マレー半島のパハン、スマトラ中部（現在のリアウ州）にマラッカ成立以前より存在したと思われるインドラギリ、カンパールに成立した都市国家を従属させるべく軍を進めた。ムザッファルの治世においては、彼の異母兄弟であり、中国人の血を引くと伝えられる副王ラジャ・プテの活躍が軍事と外交の両方で目覚ましい活躍を見せ、ラジャ・プテはパハン、カンパル、インドラギリの王と婚姻を結び、それらの地を支配したマラッカ分家の祖となった。
次のスルタン・マンスールの治世にマラッカ王国は繁栄期を迎える。ムザッファルの遺言でラジャ・プテがマンスールの後見人を任せられるが、成人したマンスールは王と並ぶ権威を持つラジャ・プテを暗殺して統治者としての地位を確立する。ラジャ・プテの殺害を不服として反乱を起こしたパハン、カンパル、インドラギリを再征服し、ロカンを従属させた後、これらの国から金を貢納品として受け取り、また婚姻関係を築いて各国間との仲をより緊密にした。
第7代スルタン・アラウッディン・リアト・シャーの治世にマラッカの勢力圏にあった港市国家の再独立が始まる。マンスール・シャーの治世以前に従属させた港市国家は交易において自立性を保ちつつもマラッカの支配を受け入れていたが、それらの勢力が王国の従属下から脱していったのである。アラウッディンの治世は短く、彼はメッカ巡礼の準備中に病死した。16世紀のポルトガル人コメンタリオスはアラウッディンの死因について、彼がパハン、インドラギリの王を強引にメッカ巡礼に同行させようとしたために毒殺された説を伝える。
その子マームド・シャーは幼くしてスルタンに擁立され、支配領域はマレー半島の一部に限られていたが、叔父であるパハン王やブンダハラら有能な後見人に支えられ、 交易港としてのマラッカは最盛期を迎える。

### ポルトガルの進出、マラッカ陥落の影響

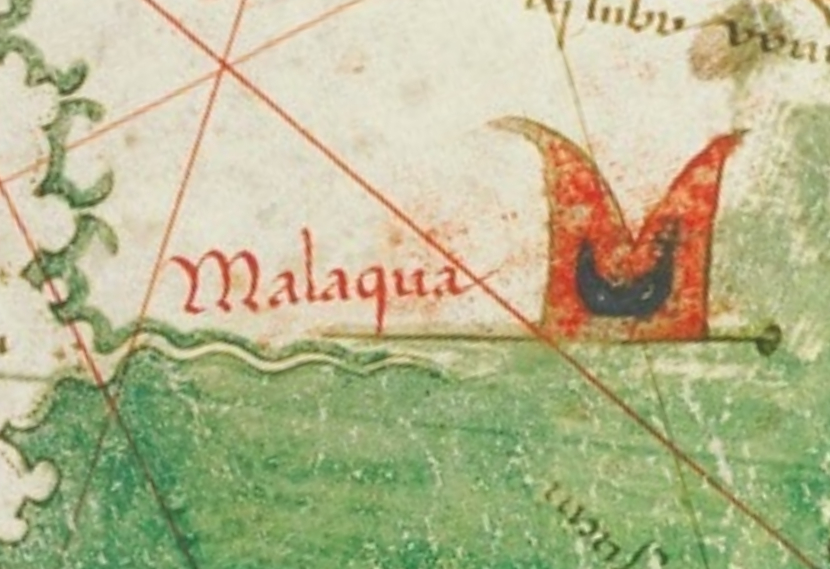
マラッカ蘇丹国の旗のイメージは、ポルトガルのカンティーノ・プラニスフィアの地図において描かれ、これはマラッカが1511年にポルトガルに攻撃される約9年前のものである。

1509年にディオゴ・ロペス・デ・セケイラの率いるポルトガル遠征隊がマラッカに初めて到着し、当初マームド・シャーはポルトガルに交易と商館の建設の許可を与えた。しかし、インドにおけるポルトガルのイスラム教徒迫害を聞き及んでいたイスラム商人がマームド・シャーにポルトガルの排除を働きかけ、王国は奇襲をかけて60人前後のポルトガル人を殺害し、ポルトガル艦隊は24人の捕虜を残してインドに帰還した。
この知らせを聞いたポルトガルのインド総督アフォンソ・デ・アルブケルケは1511年7月に16隻の艦隊を率いてマラッカに来航した。アルブケルケはマラッカに対して捕虜の釈放、要塞建設の用地の提供、賠償金の支払いを要求したが、マラッカ側は捕虜の釈放を除いた条件の受け入れに難色を示したため、上陸したポルトガル軍の攻撃を受けた。マラッカは中国、タイ、ビルマ、あるいは地中海地域より輸入した火砲と自国で生産した鉄砲で応戦するが、マラッカ側は火器の使用法を熟知しておらず、性能もポルトガルのものが勝っていた。また、国内のジャワ商人と中国商人の中にポルトガルと内通した一派があって統率を欠き、翌8月にマラッカは陥落した（マラッカ占領 (1511年)）。
マームド・シャーはマラッカ南部のムアルに逃れて再起を図るが失敗し、パハンに移った。さらに海上民が多く住むビンタン島で体勢の立て直しを図り、1512年以降5回にわたってマラッカを攻撃するが失敗した。マラッカ海峡域の港湾都市は対ポルトガル連合を組んで抗戦するが、ポルトガルからマラッカを奪還することはできなかった。マームド・シャーの子アラウッディン・リアヤト・シャーはマラッカ王室の分家であるパハン王家の協力の元、ジョホールにジョホール王国を建設した。
1509年にポルトガル遠征隊が到着した当時、マラッカは東南アジアにおける最大の中央市場として機能していたが、マラッカの陥落によって交易拠点としての機能が東南アジア各地の港湾都市に分散した。ポルトガルがマラッカ海峡の通行を管理しようとし、またイスラム商人に対して徹底的な弾圧を行ったために、隊商の交易ルートがマレー半島を陸路で横断した後にスマトラ島の西海岸を南下してスンダ海峡に到達するものに変化した。
この交易ルートの変化によってマレー半島のジョホール、パタニ、パハン、スマトラ島のアチェ、バンテンなどの港湾都市は急速に利益をあげ、国際社会内での重要性を増していった。また、マラッカから放逐されたイスラム商人は、これらのマラッカ占領後に発展した港湾都市に逃れて反ポルトガル運動を展開した。特に多くのイスラム商人が逃れたアチェ王国において、彼らは政治的に分裂していたスマトラ沿岸部の統一において大いに貢献した。

## 領域
マラッカ王国の直轄地は、マラッカを中心とするマレー半島西岸で西のリンギ（リンギ川）と東のムアル（ムアル川）にはさまれ、内陸はグノン・レダンにいたる狭小な範囲にすぎなかった。その縁辺に位置する、錫産地のシニョジュン（スンガイ・ジュグラ）、クラン、ブルナン、ミンジャン、ペラク、ブルアスなどの地域は、スルタンの臣下の領地であり、海上民が本拠を置いたシンガポール、ルバト、リアウ諸島、リンガ諸島などとともに王国の属領とみなされた。また、インドラギリ、ロカン、カンパル、シアク、トゥンカルなど、マラッカ海峡に面したスマトラ島東岸諸国およびマレー半島東岸のパハンは、マラッカ王国の属国であった。

## 社会

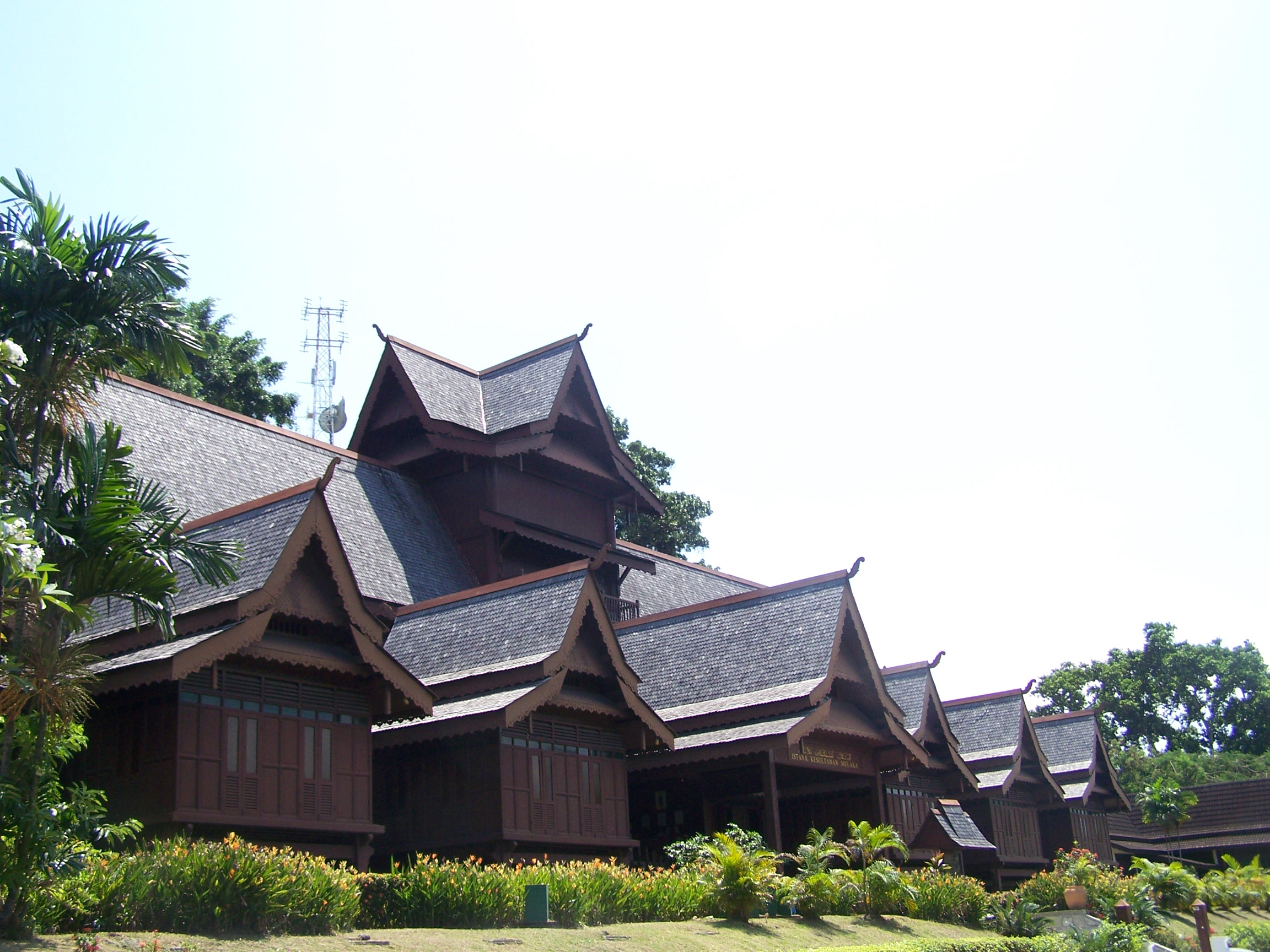
『スジャラ・ムラユ』の記述を元に復元されたマラッカの王宮

### 行政、官制
宮廷に参議院などの王の施政を補佐する機関は無く、王は家臣との合議で政務を執った。病弱で政務を執るに支障をきたしている、あるいは国政に関心を持たない王は家臣に政務を一任していたが、精力的な王は国事の全権を掌握していた。当初は王族が要職に就いて国王を補佐したが、スルタン・マンスールの治世に王族は要職から排除された。
王に次ぐ地位にある副王はパドゥカ・ラジャガと呼ばれたが、その地位に就いたのはラジャ・プテ一人であり、実質的に国王に次ぐ立場にあった官職はブンダハラ（宰相）であった。官職はブンダハラ以外に、プンフル・ブンダハリ（財務長官と王室の家令を兼任）、ラクサマナ（海軍総司令官）、トゥムンゴン（警察長官）などがあり、これらの要職は王族あるいは建国に協力した海上民の子孫である貴族で占められた。彼ら貴族はムントゥリ（あるいはマンダリ）と呼ばれ、マレー半島南海岸の領地の経営、マラッカ周辺の果樹園とマラッカ内にそれぞれ割り当てられた区域から徴収した税を収入としていた。ブンダハラ、プンフル・ブンダハリは終身かつ世襲の職であり、特定の一族（ブンダハラはビンタン島のリアウ族出身の一家）から選ばれた。ブンダハラはスリ・マハラジャの治世には既に設置されていたと考えられており、彼らはムアルを領地とし、歴代の国王はブンダハラ家の娘と結婚するのが常であった。ブンダハラの中で有名な人物として、アユタヤの攻撃を退けたトゥン・ペラク、王朝末期に活躍し国王と外国商人の双方から厚遇されたスリ・マハラジャが挙げられる。
マラッカの戦争においては戦争奴隷や外国人傭兵以外に、マラッカ外に居住するウルバランという武士や騎士に例えられる身分の者たちも前線で戦った。彼らの中からウルバラン・ブサールという長が選出され、15世紀半ばにウルバラン・ブサールを補佐する役職としてラクサマナが創設され、ハン・トゥアー（en:Hang Tuah）が初代のラクサマナに任命された。その後ラクサマナが実質的なウルバランの指導者となり、ウルバラン・ブサールは実権を持たない名誉職となった。ラクサマナは海戦以外においても権限を持ち、初代ラクサマナのハン・トゥアーは陸戦においても武功を立てたことが伝わる。このようにラクサマナが強大な権限を持っていたのは、マラッカが海上国家と交易拠点の2つの役割を兼ね備えていたため、海軍の重要性が極めて高かったためだと言われている。
マラッカの開発にあたっては海上民が動員され、彼らに課せられる労役は部族の力と王国の支配下に入った時期によって異なった。リアウ族を中心とする有力部族は戦士として王に奉仕し、その中の特定の一族は高位の官職に就いた。部族の地位が下がるにしたがって労務は些細なものとなり、最下位の部族には王家が飼う犬の世話が課せられた。
スマトラ島東岸の領地、イルカン、ルパン、サンポカン、トゥンカルなどの港湾都市の支配については、マラッカから派遣された貴族が本来それらの都市を支配していた王に代わって政務を司っていたと思われる。サンポカンを除いた都市の住民はオラン・スラットであり、彼らは主に漁業と海賊行為で生計を立てていた>。それぞれの都市はマラッカに対して貢納の義務は課せられなかったが、代わりに戦時に兵力を提供する義務があった。
なお、彼らマラッカの官吏には月ごとに定額の給与が支給されておらず、賄賂と汚職がはびこる一因にもなった。

### 王権
国王の地位は原則として父から子に継承された。マレー半島の先住民に対する、マラッカ王の王権は強力なものとは言えなかった。マレー人の間の王と臣下の関係は双方の契約に基づく対等な関係であり、時代が下るにつれて王権の絶対性が強調され、対等な関係は次第に専制的な君臣関係に変化していく。マラッカ王国が滅亡した後に編纂された年代記『スジャラ・ムラユ』には、子孫が支配者たる王に忠誠を誓う見返りとして相応の厚遇を受けるという臣下たちの言葉、マラッカの王がマレー人に行使できる権力にも限界がある王の言葉が記載され、この文には王権の力の程度が反映されていた。パラメスワラがマラッカを都と定めた時、海上民はマラッカの開拓に協力したことへの見返りとして名誉の授与を請願し、パラメスワラは請願に応えて彼らを貴族に任命した。パラメスワラは建国を助けた海上民に感謝の念と共に未開の土地の出身者という若干の軽蔑も持ち、海上民の最有力者であるブンダハラ家の人間も例外ではなかった。王の居城と海上民の居住区には一定の距離が設けられ、王朝末期の君臣間の関係について、1506年にマラッカを訪れたイタリア人ヴァルテマの航海記には「民衆が事と次第によっては国を立ち退くぞと王を脅していた」と記録されている。
マラッカ王国で確立された宮廷儀礼、位階などのマレー型の王権は後世に受け継がれたと考える向きもある。マラッカの宮廷儀礼の一例として、他国からの使節の歓待が挙げられる。パサイ、アルーなどのマラッカよりも上位にあるとされた国の使節団は、宮廷楽団全員による演奏をもって出迎えられ、献上品の類は象の背に乗せて運ばれた。国の等級が下がるにしたがって出迎えは簡素になり、末席の王に至っては謁見の際にトゥムンゴンと同列の席次しか与えられなかった。

### 司法
王国では土着の習慣とイスラーム法が合わさった『マラッカ法（ウンダン・ウンダン・ムラカ）』が編纂された。この法律は奴隷に対しても一定の権利を保障しており、奴隷の中には主人であるブンダハラよりも良い衣服を着ていた者もいたという。刑法については、当時のマラッカでは死刑執行の頻度が高かったことがピレスの『東方諸国記』で述べられている。処刑された罪人の財産の処遇については、直系の相続者がいる場合は王と相続者で財産を折半し、相続者がいなければ全て王のものとされた。

## 経済

### 王国の食糧事情
マラッカ王国には農業用地となる後背地が少なく、住民は漁業によって生計を立てていた。建国当初、住民はサゴヤシから採れるデンプン（サゴ）を主食としていたが、人口の増加につれて周辺の地域で生産されるサゴだけで必要な食料を賄うことはできなくなり、米などを食料として他国から食糧を輸入することとなった。ピレスによると、16世紀初頭にはジャワ島を初め、タイ、ペグーから10,000トン超の米が輸入されたという。農業で得られる収益は歳入の10パーセント以下であり、交易の収入と関税、従属国からの貢納が財源の多くを占めていた。

### 海外貿易
マラッカ王国は、インド・中国間の航海期間を大幅に短縮できる中間の地点に位置し、東はインドネシアの諸島や中国、西からはインドやアラブ世界から商人が訪れる国際都市であった。インド方面ではグジャラートのムスリムとヒンドゥー教徒の商人が重要な貿易相手であり、南インドのタミル人やジャワ島人がこれに続いた。15世紀半ばからの中国は海禁政策に戻っていたが、禁令破りの中国人密輸商人も多数来航している。マラッカが交易都市として発展した要素の一つには、トメ・ピレスらが指摘した季節風の交差点に位置する立地があり、日本の東南アジア史研究家石井米雄は風向に加えて交易港に必要な以下の条件を満たしていることを述べた。
各国の商人が買い付けた物資は各々の国に出回り、ヨーロッパにはヴェネツィアなどの交易都市を経由してもたらされた。王国は商品の売上税や関税から利益を得、またスルタンや高官は商人より個人的に受け取った貢物で富を蓄えた。マラッカの商人は取引において契約書を作成せず、天を指して口頭で約束事を述べることで取引を成立させたが、この習慣は外国人を驚かせた。
外国人との商取引はシャーバンダルという外国商人出身の官吏によって統制され、バルボサはシャーバンダルの役割を各国の領事に例えた。マラッカの最盛期には4人のシャーバンダルがそれぞれの出身地域の商人の世話をし、中には職務を通して莫大な利益を得る者もいた。4人はそれぞれグジャラート、ペグーやパサイなどの王国西部の港湾都市、ジャワやフィリピンといった東部の島々、そして中国と琉球が含まれる東アジアの商人を統率した。職務は倉庫の割り当て、商品の価格の算定と搬入の斡旋、商人同士の争いの調停であり、国際交易を円滑に進めるための重要な役割を担った。
外国人が財政に登用されたのは、シャーバンダル職だけに限らなかった。スルタン・マンスールはヒンドゥー教徒の金融カーストに属する金融業者を抜擢して金融の組織化を図り、またパレンバン出身の非イスラム教徒の奴隷を財政の担当官に起用した。
しかし、交易都市としてのマラッカの東南アジア内の地位は絶対的なものではなく、船舶を誘致するために様々な工夫を凝らした。その最たるものが他国よりも低い関税であり、周辺の港が12%の関税をかけていたのに対してマラッカは6%と低い税率（食料に税は課せられなかった）と若干の貢物を設定し、ジャワ、スマトラ、中国など東方からの船舶には関税を免除し、貢物のみを要求した。港、航路のインフラの整備以外に商人と船員が必要とする日用品とくつろぎの場も提供され、各国の料理店が軒を連ねた。

### 交易の商品
マラッカと他国の間で取引された商品についてはピレスが『東方諸国記』に記録しており、そこから品目を知ることができる。

#### 主要輸入品
※下記はピレス（1966, pp.457-462）、石澤 & 生田 (1998, pp. 322–325)による。
- 明：絹織物、麝香、硝石、硫黄、銅および銅製品、鉄および鉄製品、箱、扇、針、陶磁器
- 琉球（レケオ）：金、銅、武器、小麦、紙
- アユタヤ：食料品（米、塩、魚の干物、ココヤシの果実、野菜）、香料、象牙、宝飾品
- ペグー：食料品（米、バター、油、塩、タマネギ、ニンニク、辛子）、ルビーなどの宝石、銀
- ジャワ島：食料品（米、食用の動物、野菜）、金、トパーズ、タマリンド、カルダモン、織物、奴隷
- スマトラ島：胡椒、金、生糸、香料（安息香、ダマール香）、蘆薈、蜂蜜、食料品（米、肉、魚、酒、果物）
- ブルネイ：金、竜脳、蜜蝋、蜂蜜、米、サゴ、ココヤシの果実
- モルッカ諸島：クローブ
- バンダ諸島：ナツメグ、メース
- チモール島：白檀

他にグジャラート、コロマンデル地方、ベンガル地方などのインド方面からは綿布と衣類が輸入され、輸出の主力商品となった。また、明からは工芸品や香料以外に、庶民が購入する日用品も輸入された。

#### 主要輸出品
- 明、琉球：胡椒、クローブ、ナツメグ、香、象牙、錫、竜脳、蘆薈、プショ（薬種となるカシミール産の木の根）、数珠玉、蘇木、毛織物
- アユタヤ：中国およびアラビア、ペルシアからの輸入品、奴隷、白檀、香辛料（胡椒、ナツメグ、メース）、金属類（水銀、辰砂）、竜脳、プショ、子安貝
- ペグー：中国からの輸入品、金、金属類（水銀、銅、辰砂、錫）、香辛料（胡椒、ナツメグ、メース）、真珠母貝
- ジャワ島：カンバヤ（グジャラート地方の港市都市）からの輸入品、織物
- ブルネイ：インド産の衣類、中国製の真鍮の腕輪、カンバヤから輸入されたガラス玉と数珠玉
- モルッカ諸島：カンバヤからの輸入品、織物
- バンダ諸島：インド方面で生産された織物
- チモール島：白い織物

マラッカは他国から輸入した商品を別の国に輸出していた。輸出品目の中で唯一とも言える国土内の産物として、従属国から納入された金、貴族からの貢納と採掘によって得た錫が挙げられる。ペラなどのマレー半島西海岸で産出された錫が、インド、タイ、ビルマ方面に輸出された。

### 貨幣
※『東方諸国記』中の貨幣と金銀の価値については、ピレス（1966, p.465-469）を参照。
通貨として主に中国銭が使用されたが、これは15世紀初頭に来航した鄭和艦隊によってもたらされた可能性が高い。
中国の硬貨以外にマラッカ王国では独自の硬貨も鋳造され、マレー半島での採掘が容易な錫が硬貨に用いられた。2代君主イスカンダル・シャーは明の朝廷に即位を伝えに行った際に錫による貨幣を鋳造する許可も受けており、実際に錫の貨幣が王国内で流通していたことが鄭和艦隊の一員であった馬歓、ポルトガルのトメ・ピレスらによって記録されている。
他にインド各地の貨幣、私製の貨幣、子安貝、金属片が貨幣として使われたが、当時の東南アジアの貿易圏には国際的に通用する通貨は存在していなかった。この状況下、16世紀初頭における東南アジア港市の交易形態は寄港した土地で物資を売却して現地の貨幣を手に入れ、その貨幣で必要な物資を調達する形をとっていたが、この取引方法で自分の有する財産を保つためには、絶えず取引を続けなければならなかった。
16世紀のポルトガル商人フランチェスコ・デル・ボッチエールは、マラッカ王国での商取引は金で行われ、現地の商人は金貨、銀貨を持ったことがなかったと報告したが、この報告についてA.リードは、政治的に統一がなされていない東南アジアでは国内市場と国外市場の間に相当のギャップが存在するため、国際的な交易都市であるマラッカでの取引では価値のギャップが小さい金が必要だと考察した。

## 外交

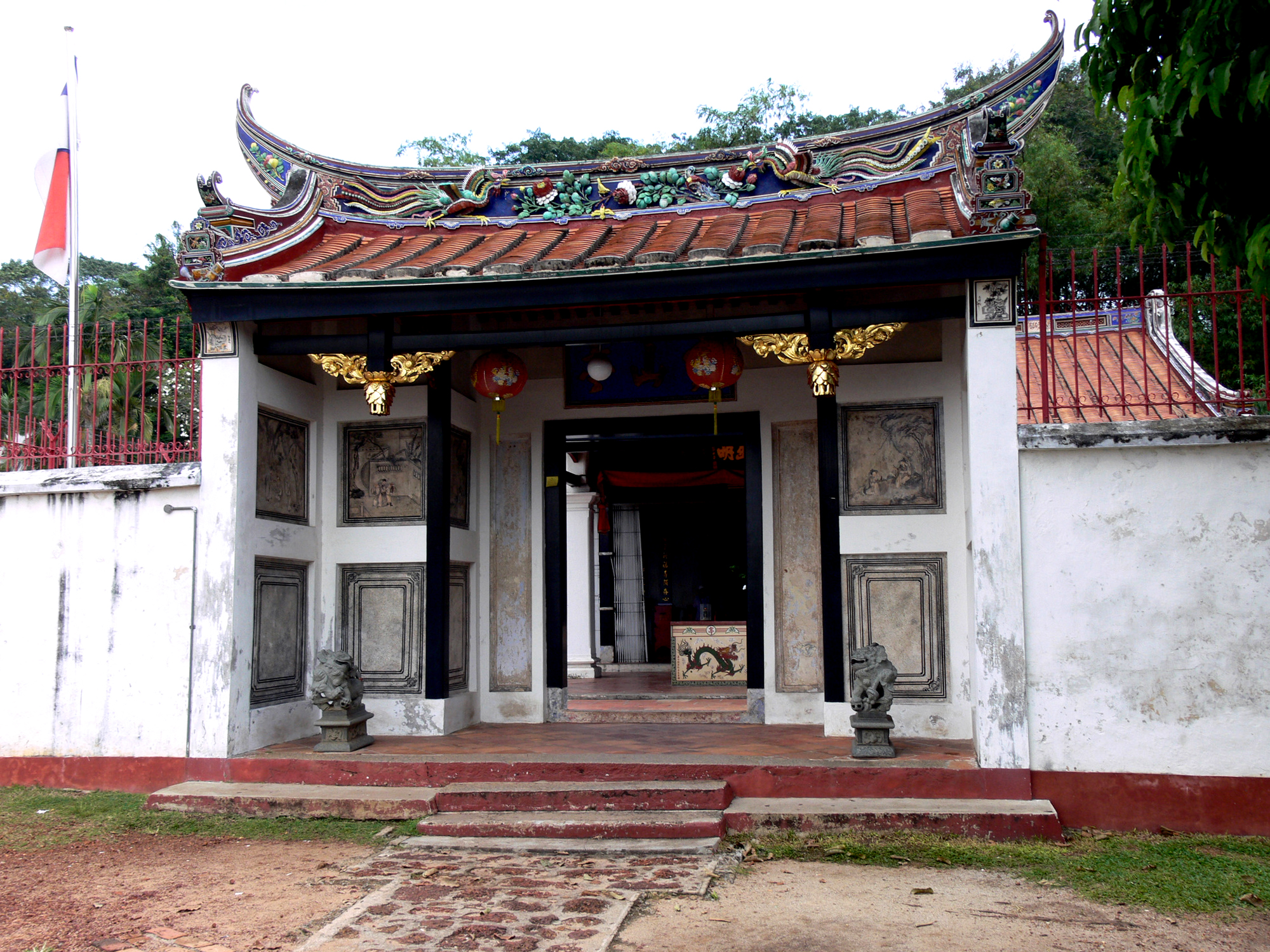
鄭和を祀った三宝廟

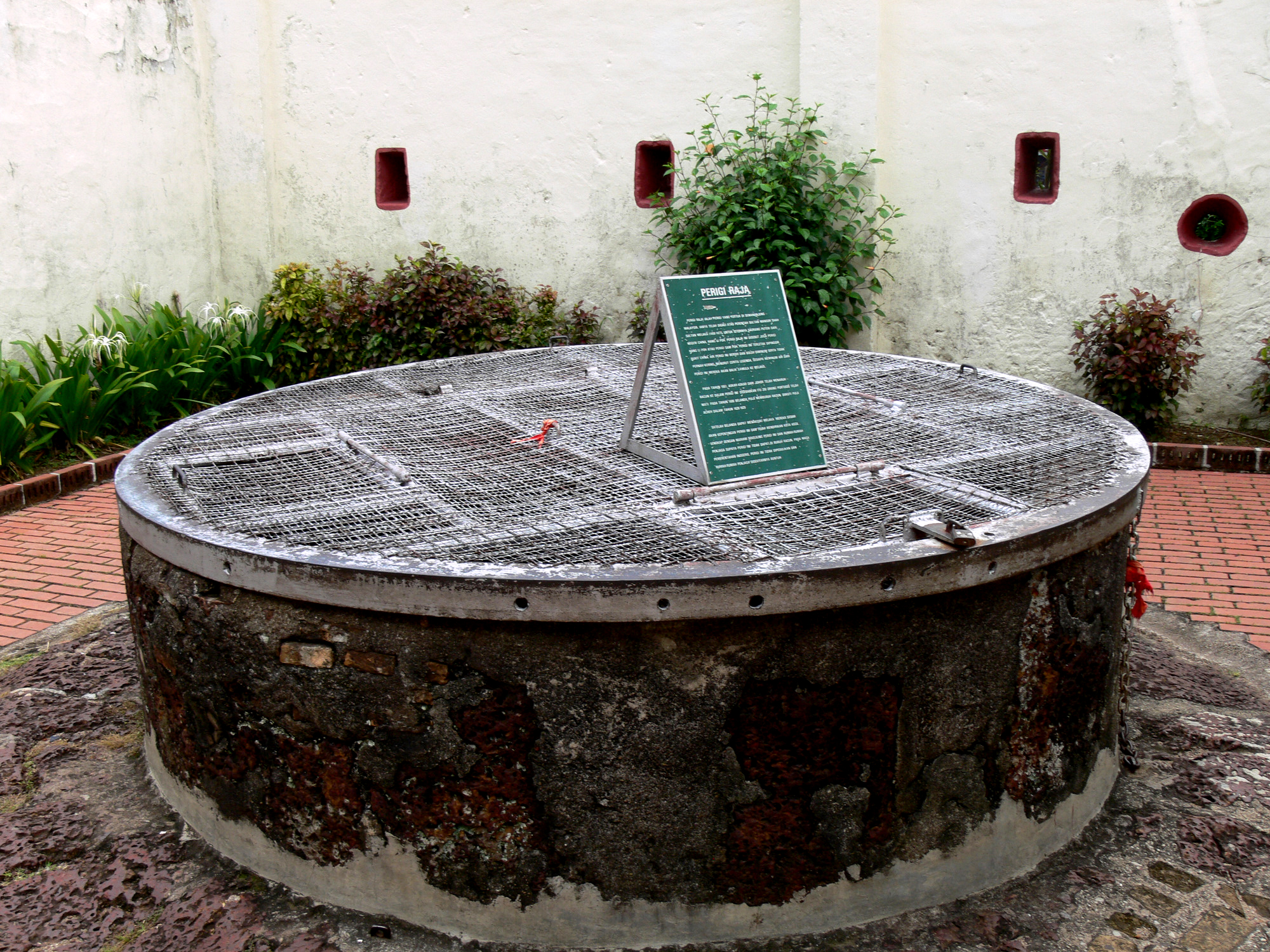
鄭和艦隊が水の補給に使用した三宝井

※『東方諸国記』中のマラッカ王国と交流のあった国の一覧については、ピレス（1966, p.455）を参照。

### 隣接する2つの強国
近接するマジャパヒト王国とアユタヤ朝は交易の相手、食糧の輸入先として重要な関係にあり、敵対することもしばしばあった。建国当初のマラッカ王国はマジャパヒト王国に対抗するためアユタヤに従属しており、毎年一定額の貢納を行っていた。パラメスワラはマラッカ建国以前にアユタヤ王の女婿であるトゥマセク（シンガプラ）の王を殺害したためにアユタヤの南下を招いたと記し、建国後の1407年にもマラッカはアユタヤの攻撃を受けた。2代目の王イスカンダルは義弟をアユタヤへの修好の使節として送り、貢納と引き換えに食糧の供給を受ける協約を結ぶが、明が南海への艦隊の派遣を中止した後にアユタヤからの圧力はより強くなった。ムザッファル・シャーの時代、マラッカはマレー半島の東岸部、セランゴールなどの錫の産地である西岸部に勢力を伸ばすが、勢力の拡大に至ってアユタヤとの利害の対立が顕著になり、1446年のアユタヤの侵入に至る。
イスカンダル・シャーは建国当時に敵対していたマジャパヒトとも良好な関係を築くことに尽力し、パサイを通じてマジャパヒトとの国交を樹立した。イスカンダル以後の対マジャパヒト政策として、『スジャラ・ムラユ』に、マンスール・シャーがマジャパヒトの王女を娶るため、自らジャワに赴いた記録がある。

### 明との関係
1403年から1413年の間に明からマラッカに6度使節が派遣されたが、そのほとんどは鄭和の率いる艦隊であった。鄭和艦隊の来航に先立つ1403年に明の宦官の尹慶がマラッカに来航しており、マラッカは彼より朝貢を呼びかけられていた。これに応じてパラメスワラは使節を送り、1405年9月にマラッカの使者は尹慶と共に明の宮廷を訪問した。マラッカの朝貢を喜んだ永楽帝はパラメスワラの王位を認め、以降マラッカは明に何度も朝貢使節を送る忠実な朝貢国となった。1411年にはパラメスワラ自らが妻子と家臣と共に鄭和艦隊に同乗して明を訪問し、明の宮廷では祝宴が催され、パラメスワラの帰国に際しては使節団に金品が贈られた。パラメスワラ、イスカンダル・シャー、モハメド・シャーら王国成立直後の指導者は自ら中国に足を運び、その数は5回にのぼった。
明の大艦隊の指揮官である鄭和はマラッカの寄港に適した立地、海岸の近くにある大きな井戸（三宝井）が飲料水の補給に便利である点に着目し、マラッカに「官廠」という基地を建設した。明の朝貢国の中で国王自身が頻繁に朝貢した国はマラッカの他に無く、マラッカの王が安心して朝貢の旅に出られたのは官廠に負うところが大きかったと思われる。現在のマラッカにも、三宝城、三宝井、三宝墩などの鄭和ゆかりの遺跡が存在する。
こうしてマラッカは先に成立した周辺の東南アジア諸国と同等の権利を与えられ、朝貢貿易における利益を勝ち取るが、明との関係は交易以外に、アユタヤの攻撃を防ぐのにも大いに役立った。1407年、1421年、1426年から1433年の間、3度アユタヤの侵入を受けるが、そのたびに明がアユタヤに警告を発し、王国の安全が保障された。

### 琉球との関係
琉球王国の外交文書を記録した『歴代宝案』によれば、琉球国王尚徳は1463年にマラッカに貿易船を派遣し、マラッカ国王（スルタン・マンスール）への書簡を託して同船の交易の便宜を図ってくれるよう依頼し、絹織物・腰刀・扇・青磁器などの品を贈った。この時の琉球使節は正使の呉実堅・副使の那嘉明泰であった。その後も琉球から満剌加国王宛の書簡は度々記録されており、1470年にマンスールも琉球船に書簡を託し、琉球国王に礼を述べるとともに綿織物（インド木綿）などの品を贈った。歴代宝案に記録された琉球国王からのマラッカ行きの船舶を合計すると20隻に達するが、1511年で終わっている。

## 宗教

### 国王の改宗
当時のマラッカ海峡での交易活動はイスラム勢力の港湾都市を行き来するイスラム商人を中心としており、マラッカへのイスラム商船の来航を促すため、国王はイスラムに改宗したが、最初に改宗した国王が誰かについては不確かである。ピレスの記録によると、イスカンダル・シャーが最初にイスラムに改宗した王となっており、馬歓はイスカンダル・シャー即位直後の1414年のマラッカでは、既に国王がイスラム教を信仰していたと記録した。
一方、インドネシアの国定教科書は、イスラム教に改宗した最初の国王を初代のパラメスワラとしている。時代が経つとマラッカの王はイスラム国家で用いられているスルタン号を称するようになるが、初めてスルタンを称したのは一般的に5代目のムザッファル・シャーとされている。

### マレー世界のイスラム化
マラッカがイスラム化したのは15世紀に入ってからであるが、中国側の史料とピレスの記録を勘案するとイスラムの定着とイスラム学の研究が本格的になったのはムザッファル・シャー（在位1446年 - 1459年）の時代と考えられる。『スジャラ・ムラユ』にはムザッファル・シャー時代のイスラム化を正当化するため、ムザッファル・シャーの一代前に即位したラジャ・トゥンガという架空の王が、夢の中に現れた預言者ムハンマドの導きによって改宗した神話が挿入されている。
15世紀半ばよりマラッカはパサイのイスラム神学者と交流を持ち、教義の解釈について両国の学者間で討論が行われ、『スジャラ・ムラユ』はムザッファル・シャーの次に即位したマンスールはパサイの神学者マフドゥム・パタカンに哲学書『ドゥッルル・マンズム』のマレー語訳を依頼したことを伝える。マラッカのイスラム化はマレー半島の沿岸部とスマトラ島にイスラム教が広まる契機ともなり、イスラム商人の交易ネットワークの拡大と共にイスラムの宗教家の活動範囲も広がりを見せた。16世紀初頭にはパハン、インドラギリ、カンパールなどのスマトラ、ジャワの沿岸部、ブルネイなど周辺地域の支配者の多くがイスラムに改宗し、フィリピンにもイスラムが広まった。
もっとも、当時のマラッカはイスラムの戒律が厳守されていたとは言い難い状況にあり、末端の小部族にはイスラム信仰が完全に浸透していなかった。ピレスは『東方諸国記』で、ポルトガルに制圧された直後のマラッカの住人が飲酒を大いに好んだことに言及し、15世紀末のアラブの航海者イブン・マージドは、犬肉食と飲酒が日常的に行われている戒律の緩いマラッカを非文化的と辛辣に批判した。『スジャラ・ムラユ』は、この緩やかな信仰をマレー人にとって一般的なものと解し、マレー人がアラブの宗教指導者を口でやりこめる小話がいくらか挿入されている。

## 文化

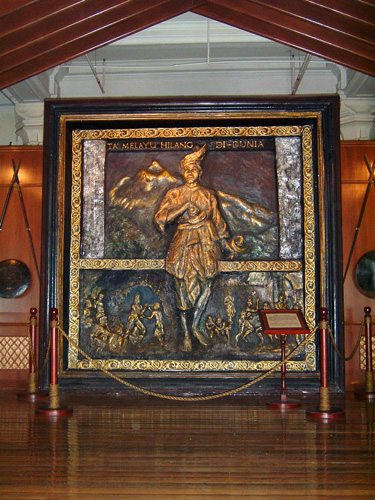
ハン・トゥアーの銅像

### 船舶と航海法
王国の海洋交易には、主に積載量に優れるジャンク船が使用された。王国末期の16世紀初頭に使われたジャンク船の積載量について、フランスの東南アジア史研究者Pierre-Yves Manguinは平均値を400から500トンと計算した。ポルトガルとの戦争が始まると速度、操縦性、火力のいずれにも欠ける巨大なジャンク船は淘汰されていき、船舶の小型化が進んでいく。
交易や戦争に使われる船舶は国内の造船所で建造された船舶以外に、材木と技術者に恵まれたペグー朝のマルタバンで購入されることもあった。マラッカの造船所に所属する大工の技術は高く、アルブケルケはマラッカを占領した後に造船所の大工60人をインドで使役するために連れ去った。
16世紀初頭のマラッカ王国では、船主たちによって独自の海洋法（ウンダン・ウンダン・ラント）が考案され、船舶の所有者たちはこの法律を書き留めた。この法はイスラム法（シャリーア）よりも優先されるものと位置づけられ、後にブギス族が制定した航海法にも影響を与えた。航海法には船員に保証された諸々の権利、出向時の船の条件、停泊時の目的と責任などが定められているほか、航行を助ける水先案内人の性質を定義もしている。
水先案内人は先人の知恵と自分たちの見聞を元に作成した独自の海図を用い、アルブケルケは1511年に入手したジャワ人の水先案内人の海図を今まで見た中で最高の地図と称賛した。この海図には東にモルッカ諸島、中国人と琉球人の航路が、西にペルシャ湾、紅海、ポルトガル、喜望峰、ブラジルが描かれていたが、海図が積載されていたフロール・デ・ラ・マール号の難破と共に失われた。

### 言語
マラッカを中心とする交易は、王国の商業共通語であるマレー語の使用地域を広げ、語彙の発達に影響を与えた。本来はマラッカ海峡の一地域で話されていたマレー語がマラッカ商人が訪れた土地に広まり、アラビア語、ペルシャ語、タミル語、ジャワ語など交易の相手国で話されていた言語の単語がマレー語の語彙に加わった。ポルトガルがマラッカに来航した16世紀初頭になると、スマトラ東岸部の住民の多くはマレー語を話すことができ、フェルディナンド・マゼランが到達した1521年当時のフィリピンでも、現地の住民はマゼランが連れていたスマトラ出身の奴隷が話すマレー語を理解することができたという。

### 建築
イスカンダル・シャーの時代に、港の隣のブキット・マラッカ（マラッカの丘）にマレー様式の王宮が建てられた。王宮は明、アユタヤ朝、琉球王国など同時代のアジアの国家の宮殿と比べると小規模なものであったが、それでもマラッカの王には十分な大きさであった。また、最盛期のマラッカには新王の即位の都度、宮殿を新築する習慣があった。
王国では王宮のほかに石造りのモスクと王墓が建造されたが、いずれもポルトガルの占領後に王宮と共に解体され、ブキット・マラッカに建てられた城砦の資材とされた。

### 娯楽
『スジャラ・ムラユ』、『マラッカ法』には、当時のマラッカの住民が興じていた娯楽についての記録が残る。15世紀のマラッカでは、既に中国から伝わったカードゲームが賭博として楽しまれており、『マラッカ法』はカードゲームを好ましくない賭博の一つとしていた。インドから伝わったチェスも賭博の対象となっており、『スジャラ・ムラユ』によると、スルタン・マンスールの治世にチェスが盛んであったパサイ王国の名人がマラッカを訪れ、マラッカの棋士をすべて負かしたという。
賭博の要素が絡まない娯楽としてセパッ・ラガ（セパタクローも参照）という蹴鞠に似た球技が遊ばれ、『スジャラ・ムラユ』にはスルタン・アラウッディン・リアヤト・シャーの時代、マラッカの貴族とモルッカの王がセパッ・ラガを楽しむ様子が書かれている。

### 文学
マラッカ王国期に発達したムラユ文学（マラッカ海峡周辺地域で誕生したイスラーム文学）の形の一つとして、英雄譚が挙げられる。ハン・トゥアー、ハン・レキール、ハン・ジュバットら軍人の活躍を描いた説話が王国内で生み出された。

## 史料
ジョホール王家が編纂したマレーの年代記『スジャラ・ムラユ』、1512年から1515年にかけて書かれた『東方諸国記（スマ・オリエンタル）』の著者であるトメ・ピレスら16世紀のポルトガル人が残した記録がマラッカ王国を研究する主要な史料として用いられている。馬歓の『瀛涯勝覧』、費信の『星槎勝覧』、鞏珍の『西洋番国志』といった鄭和艦隊の同乗者による航海記録、琉球王国の外交記録である『歴代宝案』、その他『明史』『明実録』などの東アジア世界の史料にも、マラッカ王国についての記述が散見される。アラブ世界の史料としては、15世紀のアラブの航海者イブン・マージド、その弟子のスライマーン・アルマフリーが著した航海書が挙げられる。

## 歴代国王
1. パラメスワラ（在位1402年 - 1414年）
2. ムガト・イスカンダル・シャー（在位1414年 - 1424年）
3. モハメド・シャー（在位1424年 - 1445年）
4. スリ・パラメスワラ・デワ・シャー（在位1445年 - 1446年）
5. ムザッファル・シャー（在位1446年 - 1459年）
6. スルタン・マンスール（在位1459年 - 1477年）
7. スルタン・アラウッディン・リアヤト・シャー（1477年 - 1488年）
8. スルタン・マームド（1488年 - 1511年）

### インドネシアの国定教科書に掲載されている歴代王
1. パラメスワラ（在位1396年 - 1414年）
2. ムハマド・イスカンダル・シャー（在位1414年 - 1424年）
3. ムザファト・シャー(パラメスワラの子、イスカンダル・シャーを廃して即位)（在位1424年 - 1458年）
4. スルタン・マンスール（在位1458年 - 1477年）
5. スルタン・アラウッディン・リアヤト・シャー（1477年 - 1488年）
6. スルタン・マームド（1488年 - 1511年）